# Тепликский район
Те́пликский райо́н (укр. Теплицький район) — упразднённая административная единица на юго-востоке Винницкой области Украины. Административный центр — посёлок городского типа Теплик.

## География
Площадь — 810 км2 (22-е место среди районов).
Основные реки — Тепличка, Свинарка.

## История
Район образован в 1930 г. 10 сентября 1959 года к Тепликскому району была присоединена часть территории упразднённого Джулинского района. Упразднён 30 декабря 1962 года, восстановлен 8 декабря 1966 года. 17 июля 2020 упразднен повторно.

## Демография
Население района составляет 29 581 человек (на 1 июня 2013 года), в том числе городское население 6443 человека (21,78 %), сельское — 23 138 человек (78,22 %).

## Административное устройство
Количество советов (рад):
- городских — 0
- поселковых — 1
- сельских — 25

## Населённые пункты
Количество населённых пунктов:
- городов районного значения — 0
- посёлков городского типа — 1 (Теплик)
- сёл — 42
- посёлков сельского типа — 5

Всего насчитывается 48 населённых пунктов.